# Ungarisches Institut München
Das Ungarische Institut München (UIM; ungarisch: Müncheni Magyar Intézet bzw. MMI) ist eine 1962 gegründete Forschungseinrichtung des Wissenschaftszentrums Ost- und Südosteuropa Regensburg. Sie war bis 2009 in München angesiedelt, verzog dann aber zur Weiterentwicklung der Hungarologie als interdisziplinäre Regionalwissenschaft nach Regensburg. Die Förderer, das Bayerische Staatsministerium für Wissenschaft, Forschung und Kunst und dessen ungarisches Gegenüber, willigten in den Umzug ein. Das Institut nennt sich seitdem offiziell Ungarisches Institut im Wissenschaftszentrum Ost- und Südosteuropa Regensburg, das Kürzel UIM bleibt aber erhalten und der dazugehörige Trägerverein ist weiterhin in München ansässig. Das UIM fungiert als Herausgeber des Ungarn-Jahrbuchs und der Studia Hungarica, die im eigenen Verlag Ungarisches Institut München (VUIM) erscheinen. In der ersten Satzung von 1962 hieß es zur Zielsetzung: „Pflege und Förderung der ungarischen Wissenschaft und Kultur und deren Nutzbarmachung für die Praxis“. Es stand im Zuge der Niederschlagung des Ungarischen Volksaufstandes in antikommunistischer Tradition und nahm Bezug auf das Ungarische Institut der vormaligen Friedrich-Wilhelms-Universität zu Berlin.
Das 2015 in der Nachfolge des 2012 eingerichteten Ungarn-Zentrums der Universität Regensburg gegründete Hungaricum — Ungarisches Institut ist Teil des Ost-, Ostmittel- und Südosteuropaschwerpunktes am Wissenschaftsstandort Regensburg. Zu den Aufgaben des HUI gehören insbesondere die Vernetzung und Förderung der Lehre über Ungarn in Regensburg, insbesondere im Rahmen der Zusatzausbildung "Hungaricum", die Initiierung und Durchführung von ungarnbezogenen Forschungsvorhaben und der Transfer von Wissen über Ungarn in die sowohl universitäre als auch breitere Öffentlichkeit. Getragen wird das HUI von den Fakultäten für Philosophie, Kunst-, Geschichts- und Gesellschaftswissenschaften und für Sprach-, Literatur- und Kulturwissenschaften, die im Wintersemester 2014/2015 die Gründung des HUI als wissenschaftliche Einrichtung gemäß dem Bayerischen Hochschulgesetz beschlossen haben. Zur Finanzierung des HUI hat die Universität Regensburg mit dem Bayerischen Staatsministerium für Bildung und Kultur, Wissenschaft und Kunst sowie dem Balassi-Institut (Budapest) am 5. Dezember 2014 eine Zielvereinbarung abgeschlossen. Gründung und Aufbau des HUI sind im Zuge der Integration des Ungarischen Instituts an der Universität Regensburg, der wissenschaftlich-kulturellen Einrichtung des Ungarischen Instituts München e. V., in die Universität Regensburg erfolgt. Ungarn und das Ungarische Institut München e. V. beteiligen sich mit vertraglich vereinbarten bzw. zweckgebundenen Zuwendungen an das HUI an der Finanzierung.

## Direktoren
- 1962–1968: Thomas von Bogyay
- 1968–1979: Georg Stadtmüller
- 1980–2002: Horst Glassl
- seit 2002: Zsolt K. Lengyel